# Морозная (платформа)
Морозная — остановочный пункт станции Хелюля, расположенный у села Хелюля в Сортавальском районе Республики Карелия. Был построен в 2023 году для размещения поезда Деда Мороза на весенне-осенний период.

## Описание
Остановочный пункт располагается на участке Сортавала — Хелюля и имеет две платформы: первая длиной 210 м предназначена для приёма транзитных пассажирских поездов «Ласточка» и «Рускеальский экспресс», у второй платформы после зимнего турне размещается поезд Деда Мороза.

## История
В феврале 2022 года на одной из платформ станции Сортавала, оформленной как платформа Морозная, после завершения турне 2022 года и до начала турне 2023 года был размещён поезд Деда Мороза.
В сентябре 2023 года на участке Сортавала — Хелюля был открыт новый остановочный пункт «Морозная». От платформы была проложена экологическая тропа протяжённостью 1.8 км до горы Паасонвуори.
4 января 2024 года на платформе совершил остановку поезд Деда Мороза в рамках своего турне по России.
В феврале 2024 года на платформе был размещён поезд Деда Мороза.